# Alsóberecki
Alsóberecki là một thị trấn thuộc hạt Borsod-Abaúj-Zemplén, Hungary. Thị trấn này có diện tích 6,86 km², dân số năm 2010 là 743 người, mật độ 108 người/km².